# Mustikkasaari (ö i Nyland, Helsingfors, lat 60,60, long 23,97)
Mustikkasaari är en ö i Finland. Den ligger i sjön Salovesi och i kommunen Lojo i den ekonomiska regionen  Helsingfors  och landskapet Nyland, i den södra delen av landet, 70 km nordväst om huvudstaden Helsingfors. Öns area är 0,7 hektar och dess största längd är 150 meter i öst-västlig riktning.